# Thierry Dusautoir
Thierry Stéphane Dusautoir (Abidjan, 18 novembre 1981) è un rugbista a 15 francese di origine ivoriana, in carriera attivo nel ruolo di terza linea ala.
Finalista alla Coppa del Mondo 2011, alla fine della competizione fu insignito del titolo di miglior giocatore dell'anno dall'International Rugby Board.
Per il suo contributo allo sport francese è anche decorato con la Legion d'onore.

## Biografia
Nato ad Abidjan dal matrimonio tra un cooperante francese e una cittadina ivoriana, visse in Costa d'Avorio fino a 10 anni prima che la famiglia si stabilisse in Francia a Périgueux, in Dordogna, non distante da Bordeaux, dove compì studi universitari in ingegneria chimica.
Cintura nera di judo, fu avviato al rugby a 15 anni a Trélissac e poi passò professionista al Bègles in massima divisione; dopo le difficoltà finanziarie che portarono il club alla retrocessione in Pro D2, si trasferì al Colomiers per una stagione.
Nel 2004 fu a Biarritz con cui si laureò campione di Francia al primo anno dopo un'accesa finale nazionale contro lo Stade français chiusa 37-34 ai supplementari, e bissò il titolo un anno più tardi battendo il Tolosa 40-13 e raggiungendo anche la finale di Heineken Cup.
A Biarritz si mise in luce in ottica internazionale: nel corso degli impegni di metà anno 2006, infatti, fu convocato dalla Francia per due incontri, con Romania e Sudafrica.
Trasferitosi nella stagione successiva al Tolosa, disputò un solo incontro internazionale a fronte di 33 partite domestiche; inizialmente tenuto fuori da Bernard Laporte nella lista dei convocati alla Coppa del Mondo di rugby 2007, fu poi incluso quando si rese indisponibile Elvis Vermeulen, rispetto a Dusatoir capace anche di ricoprire il ruolo di terza centro.
Nella rassegna mondiale disputò 5 incontri, con l’exploit del quarto di finale contro gli All Blacks, battuti 20-18: una meta e record internazionale di placcaggi, 38.
Per tale sua performance la stampa anglosassone lo ribattezzò The dark destroyer («Il distruttore oscuro»).
Nel 2008 vinse il titolo di campione nazionale con il Tolosa, mentre con la Francia contro l'Argentina scese per la prima volta in campo da capitano.
Aggiudicatosi il Sei Nazioni 2010 con lo Slam, successivamente vinse la Heineken Cup con il Tolosa, club con il quale vinse successivamente altri due titoli nazionali consecutivi, nel 2011 e 2012.
Finalista con la Francia alla Coppa del Mondo 2011, al termine del torneo ricevette dall'International Rugby Board il premio di giocatore dell'anno.
Al termine della Coppa del Mondo 2015 annunciò il suo ritiro internazionale dopo 80 presenze, 56 delle quali da capitano.
Qualche mese prima era stato insignito dell'onorificenza di cavaliere della Legion d'onore per meriti sportivi.
A marzo 2017, infine, annunciò il suo ritiro definitivo a fine stagione.
Dopo il ritiro si è specializzato in gestione aziendale all'Emlyon Business School.

## Palmarès
- Heineken Cup: 1
Tolosa: 2009-10
- Campionati francesi: 5
Biarritz: 2004-05; 2005-06
Tolosa: 2007-08; 2010-11, 2011-12